# 华人社团
华人社团，简称华社或华团，即华人、华侨的民间组织社团。分布于世界各地。

## 历史
华团最初即为会馆，又可以、分為兩類：
1. 依地域劃分：同乡會、会馆、同鄉會、僑團

1. 依血亲、姓氏劃分：宗亲会。

## 发展
华团在世界各地对华人进行管理，提供协助、庇护以及经济、住宿和谋生技能上的援助，甚至执行制裁和调解纠纷的工作。部分华团可能为秘密结社或有黑帮背景。随着社会的发展，华团逐渐开始注册成立合法的组织，而早期的部分秘密结社则因受到司法机构的扫荡转移到地下活动。

## 现在
华团中较为成功的是馬來西亞華人社團，其作為马来西亚華人社群的代表，甚至會在重大的相關課題上試圖影響政府的決策。